# X-Men Origini: Wolverine
X-Men Origini: Wolverine este un film din 2009 american cu super eroi bazat pe revista de benzi desenate Marvel Comics având ca personaj principal fictiv pe Wolverine. A fost difuzat în lumea întreagă la 1 mai 2009. Filmul este regizat de Gavin Hood și îl are ca protagonist pe Hugh Jackman, alături de Liev Schreiber, Danny Huston, will.i.am, Lynn Collins, Taylor Kitsch, și Ryan Reynolds. Filmul este cea de-a patra parte din seria X-Men (serie de filme), iar acțiunea filmului se desfășoară înaintea celor anterioare, cam la zece sau șaptesprezece ani înainte de prima parte a filmului X-Men. Filmul se concentrează asupra trecutului violent al mutantului Wolverine și a relației sale cu fratele său vitreg Victor Creed. Subiectul oferă detalii și asupra primelor întâlniri ale lui Wolverine cu colonelul William Stryker, perioada de timp petrecută alături de echipa X (benzi desenate), și implantarea în scheletul lui Wolverine a metalului indestructibil numit adamantium în timpul programului Weapon X.
Filmul a fost filmat în general în Australia și Noua Zeelandă și uneori în Canada. Producția filmului a avut multe pagube, din cauza unor conflicte dintre regizorul Hood și directorii de la Fox, iar o versiune nefinisată a filmului care a apărut pe internet cu o lună înainte de premiera filmului.
X-Men Origini: Wolverine a fost întâmpinată de critici contradictorii; criticii ai lăudat modul în care a interpretat Hugh Jackman acest rol, dar au considerat că filmul și scenariul au fost neinspirate. Filmul a avut vânzări de bilete foarte multe, încasări de 85 milioane $ în weekend-ul premierei și în lumea întreagă a avut încasări de peste 360 milioane $. Acum se lucrează la continuarea filmului.

## Prezentare
În Teritoriul de nord-vest, Canada, tânărul Wolverine este martorul uciderii tatălui său, de către administrator, Thomas Logan. Trauma determină manifestarea însușirilor de mutant: gheare de os ies din mâinile lui James și îl ucide pe Logan. Cu ultimele forțe, Logan îi spune lui James că el este adevăratul lui tată. James fuge împreună cu fiul lui Logan și fratele său, Victor Creed. Cei doi supraviețuiesc timp de mai mult de un secol, ca tineri, folosindu-și impulsurile și deprinderile lor violente pentru a lupta în Războiul Civil American și în ambele războaie mondiale. În timpul Războiului din Vietnam, James îl ucide pe un comandant după ce îl oprește încercarea lui Victor de a viola o femeie din sat, James îl apără pe fratele său și sunt amândoi "executați" de o formație militară. Ei sunt închiși, apoi legați cu lanțuri, după ce dă greș execuția din cauza puterilor lor de regenerare. Maiorul William Stryker îi abordează pe cei doi și le propune să fie membrii echipei echipa X, un grup de mutanți care include un bun țintaș, Agentul Zero, mercenarul Wade Wilson, un mutant care se teleportează, John Wraith, invincibilul Fred Dukes și un mutant care cu puteri electrocinetice, Chris Bradley. Cei doi se alătură echipei, dar acțiunile dubioase ale grupului și indiferența lor pentru viețile oamenilor îl fac pe James să plece.

## Distribuție
- Hugh Jackman - James Howlett / Logan / Wolverine
  - Troye Sivan - tânărul James
- Liev Schreiber - Victor Creed
  - Michael James Olsen - tânărul Victor
- Danny Huston - William Stryker
- Lynn Collins - Kayla Silverfox
- Taylor Kitsch - Remy LeBeau / Gambit
- will.i.am - John Wraith
- Kevin Durand - Fred J. Dukes / The Blob
- Dominic Monaghan - Chris Bradley
- Daniel Henney - Agent Zero
- Ryan Reynolds - Wade Wilson
  - Scott Adkins - Arma XI / Deadpool: Arma XI
- Tim Pocock - Scott Summers
- Max Cullen și Julia Blake - Travis Hudson și Heather Hudson
- Peter O'Brien - John Howlett
- Aaron Jeffery - Thomas Logan, tatăl real al lui James
- Alice Parkinson - Elizabeth Howlett: mama lui James
- Tahyna Tozzi - sora Kaylei / Emma